# Peter Mooney
 Peter Mooney (n. Winnipeg, 19 de agosto de 1983) es un actor canadiense. Es conocido por interpretar a Nick Collins en Rookie Blue.

## Biografía
Mooney nació en la provincia de Manitoba, Canadá. En 2004 se graduó de la National Theatre School of Canada en Montreal, Quebec.

### Carrera
En 2009 protagonizó el thriller independiente Summer's Moon, junto a Ashley Greene.

## Filmografía
| Cine          | Cine                             | Cine                  | Cine                        |
| Año           | Película                         | Rol                   | Notas                       |
| ------------- | -------------------------------- | --------------------- | --------------------------- |
| 2000          | Scalpers                         | Featured Extra        |                             |
| 2006          | The Artists                      | James Wilson          |                             |
| 2006          | Run Robot Run!                   | Adam                  |                             |
| 2009          | Summer's Moon                    | Tom Hoxey             |                             |
| 2013          | The Proposal                     | Jack                  | Cortometraje                |
| 2014          | Parachute                        | Justin                | Cortometraje                |
| 2014          | We Were Wolves                   | Nick                  |                             |
| 2019          | The Prodigy                      | Juan                  |                             |
| Televisión    |                                  |                       |                             |
| Año           | Título                           | Rol                   | Notas                       |
| 2002–2003     | 2030 CE                          | Stern                 | 2 episodios                 |
| 2005          | The Murdoch Mysteries            | Henry Pedlow          | 1 episodio                  |
| 2005          | Category 7: The End of the World | Peter                 |                             |
| 2006          | Absolution                       | Padre Steve Flannagan |                             |
| 2006–2007     | Falcon Beach                     | Dr. Adrian Keeper     | 22 episodios                |
| 2008          | The Tower                        | Brian Donavan         |                             |
| 2009          | ZOS: Zone of Separation          | Richard Matte         | 7 episodios                 |
| 2009          | Twelve Men of Christmas          | Noah                  |                             |
| 2010          | Harriet The Spy: Blog Wars       | Lazaar James          | Película para televisión    |
| 2010          | CSI: Miami                       | Dean Butler           | Episodio: Spring Breakdown  |
| 2011          | Camelot                          | Sir Kay               | Elenco principal            |
| 2012–presente | Rookie Blue                      | Nick Collins          | Elenco principal (temp. 3-) |
| 2013          | Republic of Doyle                | Tobey Quinton         | 1 episodio                  |
| 2013          | Heartland                        | Brian Tanner          | 1 episodio                  |
| 2013          | Played                           | Alex                  | 1 episodio                  |
| 2015          | Héroes: Reborn                   | Francis Culp          | Elenco recurrente           |